# Juliette o la chiave dei sogni
Juliette o la chiave dei sogni (Juliette ou La clef des songes) è un film del 1950 diretto da Marcel Carné, tratto da una pièce teatrale di Georges Neveux.
È stato presentato in concorso al 4º Festival di Cannes, dove ha vinto il premio per la miglior colonna sonora.

## Trama
Michel è innamorato di Juliette e vorrebbe partire con lei per un viaggio ma non ha i soldi per realizzare questo sogno. Compie un furto nel negozio dove lavora ma viene subito scoperto e imprigionato.
Durante la prigionia sogna di vivere in un villaggio della Provenza dove ritrova la sua bella Juliette che viene corteggiata con insistenza da un misterioso castellano.
Il castellano si rivela essere il terribile Barbablu il quale riesce a portare fino all'altare la giovane, Michel non  riesce a intervenire per bloccare il matrimonio dato che viene svegliato.
Esce di prigione e scopre che dopo tante insistenze la sua Juliette ha convinto il padrone del negozio (che ha le stesse sembianze del Barbablu del sogno) a ritirare la denuncia in cambio della sua mano.
A questo punto Michel, tradito dalla realtà, vuole solo tornare nel paese dei suoi sogni.

## Produzione
La produzione del film fu avviata una prima volta nel 1942, durante la guerra, con Jean Marais e Micheline Presle, ma fu presto interrotta.
Benché il soggetto sia accreditato a Georges Neveux, quello originario è di Jean Cocteau e dello stesso Marcel Carné.
Le riprese furono effettuate dal 3 luglio al 12 ottobre 1950.

## Distribuzione
La prima del film avvenne il 18 maggio 1951 al cinema Biarritz e al cinema Madeleine di Parigi.

## Critica
Secondo il Dizionario Mereghetti, malgrado certi limiti del cinema di Carné qui più evidenti, il facile simbolismo e l'ingenuo romanticismo, il film è suggestivo, presenta delle trovate ingegnose e vanta delle eccezionali scenografie visionarie.
In Francia il film è stato accolto da pareri contrastanti, per alcuni troppo freddo o artificioso, per altri prevale invece la bellezza dell'immagine e della poetica storia d'amore.